# 히가시이와쓰키역
히가시이와쓰키역(일본어: 東岩槻駅)은 일본 사이타마현 사이타마시 이와쓰키구에 있는 철도역이다.

## 역 구조
섬식 승강장 1면 2선의 지상역, 교상역사를 갖는다. 개찰구 층으로 북문, 남문, 승강장 사이를 각각 연결하는 엘리베이터·에스컬레이터가 설치되어 있다. 역 업무는 도부 스테이션 서비스에 위탁하고 있다.

### 타는 곳
| 번선 | 노선                | 방향 | 행선                              |
| ---- | ------------------- | ---- | --------------------------------- |
| 1    | 도부 어반 파크 라인 | 상행 | 이와쓰키 · 오미야 방면            |
| 2    | 도부 어반 파크 라인 | 하행 | 가스카베 · 가시와 · 후나바시 방면 |

## 역세권 정보
이와쓰키 중심 시가지에는 모토아라카와를 넘어선 북동, 가스카베시와 경계선 부근에 있다. 전쟁 후의 고도 경제 성장기때 개설된 것도 있다. 역 주변은 격자 모양으로 얽혀 있고 구획 정리되어 단독 주택이나 단지가 있다. 역에서 북서쪽으로 2km의 위치에 공업 단지가 입지하고 기업들의 셔틀 버스가 당역에서 발착하고 있다.
인접한 도요하루 역 주변과 마찬가지로, 사이타마 시 이와쓰키 구 오모테지온지·고미조·도쿠리키 지구와 가스카베 시 경계가 복잡하게 들어가는 지역이 존재한다.
- 사이타마 시 이와쓰키 동부 도서관
- 사이타마 시립 가미사토 초등학교
- 사이타마 시립 히가시이와쓰키 초등학교
- 사이타마 시립 사쿠라야마 중학교
- 히가시이와쓰키 우체국
- 이와쓰키우에노 우체국
- 이와쓰키 중앙 병원
- 이와쓰키 성

## 역사
- 1969년 12월 1일: 영업 개시.
- 1999년 11월 25일: 이와쓰키 ~ 당역간 복선화로 오미야 ~ 이와쓰키 역간 구간 운전 열차의 일부가 당역까지 연장됨.
- 2004년 10월 19일: 당역~ 가스카베 역간 복선화 완성에 의하여 당역 시발·종착 열차의 설정이 폐지됨.
- 2006년 11월 1일: 교상역사 완성.
- 2009년
  - 3월 10일: 발차 멜로디 도입.
  - 12월 1일: 역 업무를 도부 스테이션 서비스에 위탁함.
- 2016년 3월 26일: 노다 선에서 급행 운전 개시, 당역은 통과역이다.

## 인접역
| 도부 철도 노다 선          | 도부 철도 노다 선 | 도부 철도 노다 선          |
| -------------------------- | ----------------- | -------------------------- |
| TD 06 이와쓰키 오미야 방면 |                   | 도요하루 TD 08 가시와 방면 |